# Coleophora exul
Coleophora exul é uma espécie de mariposa do gênero Coleophora pertencente à família Coleophoridae.